# 德國鐵路運輸史

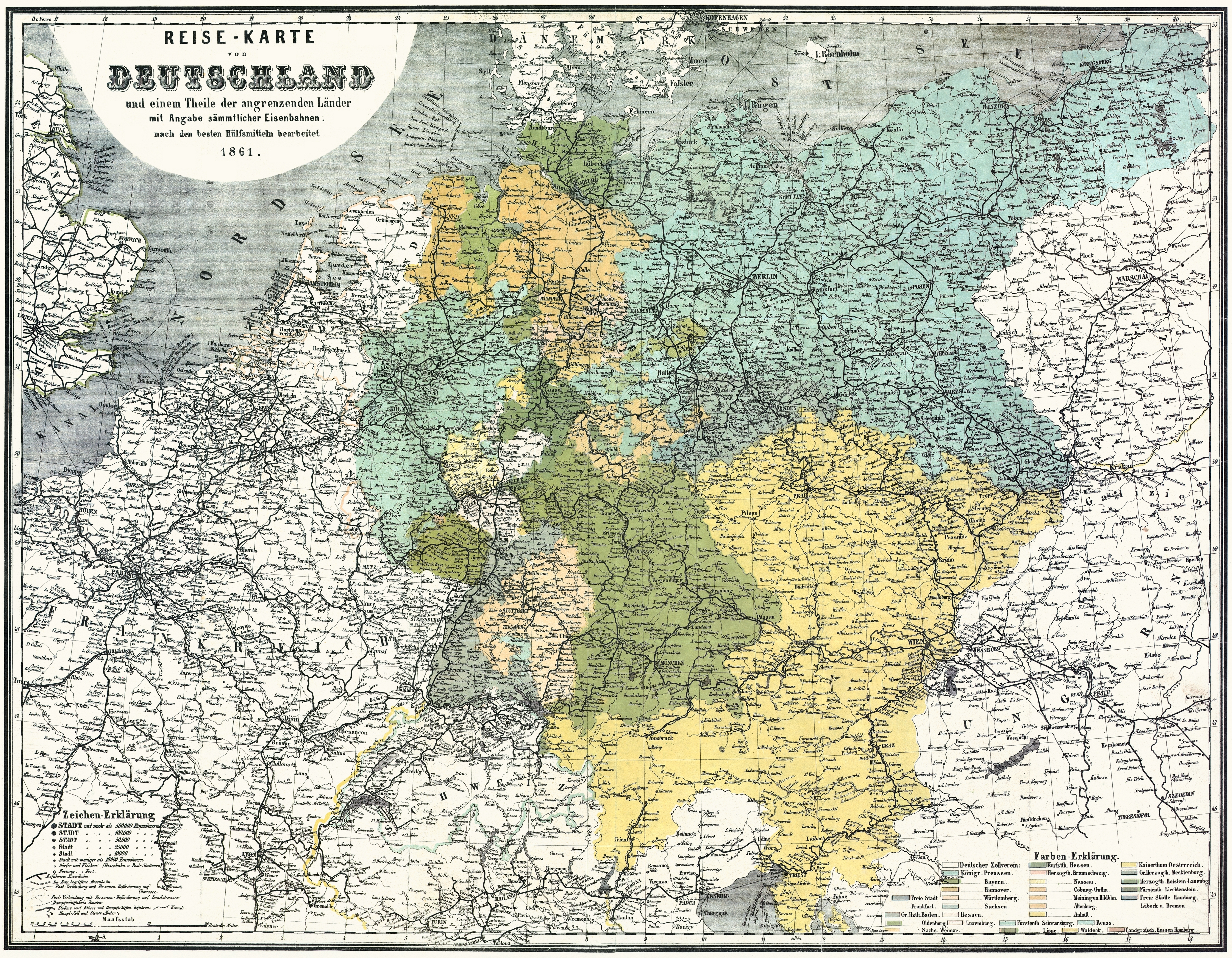
1861年的路網

德國鐵路運輸的歷史可以追溯到16世紀。最早的鐵路形式即貨車，就是在16世紀在德國發展起來的。現代德國鐵路歷史正式開始於1835年12月7日紐倫堡和菲爾特之間的蒸汽動力巴伐利亞路德維希鐵路的開通。在此之前，威廉王子鐵路於1831年9月20日開通。第一條長距鐵路是萊比錫-德累斯頓鐵路，於1839年4月7日完工。
1871年的德意志統一刺激了合併、國有化並進一步快速增長。與法國的情況不同，其目標是支持工業化，因此重型線路縱橫交錯於魯爾區和其他工業區，並為漢堡和不來梅的主要港口提供了良好的連接。截止1880年，德國擁有9,400台機車，每台每年運送43,000名乘客或30,000噸貨物，領先於法國。
普魯士將其鐵路國有化，以降低貨運服務費率，並使托運人之間的費率均等化。政府沒有盡可能地降低費率，而是將鐵路作為營利性的努力，鐵路利潤成為國家的主要收入來源。鐵路國有化減緩了普魯士的經濟發展，因為國家在鐵路建設中偏愛相對落後的農業區。此外，鐵路盈餘取代了適當稅收制度的發展
1920年，在第一次世界大戰之後，州鐵路公司（Länderbahnen）聯合組建了德國國營鐵路。根據道威斯計劃，1924年8月30日，國有鐵路合法合併，成立私人公司德國國家鐵路公司（Deutsche Reichsbahn-Gesellschaft），需每年支付約6.6億馬克的賠款。
不同德國州鐵路公司的200多種蒸汽機車類型被歸類為具有相似車輪符號的Baureihen（BR）發動機，例如涵蓋所有4-6-2太平洋特快列車發動機的“BR18”.
自1925年以來的新建築標準誕生了Einheitsloks（DRG標准設計），使用類似的機械部件來降低成本，從而實現快速可靠的製造、維修和運營。新的DRG標准設計機車主要是大型客運和貨運機車，如01級或41級。1928年，萊茵戈爾德特快列車開始在荷蘭胡克和巴塞爾之間運行。1936年5月11日，流線型蒸汽機車05002在漢堡和柏林之間創造了第一個超過200公里/小時的鐵路速度世界紀錄：200.4公里/小時。1938年，Mallard以203公里/小時的速度完成了該記錄。
1989年，柏林牆倒塌。現有東/西走廊的列車班次迅速增加；以前越過邊界的封閉通道重新開放。1990年10月3日，德國統一；然而，鐵路並非立即如此。行政和組織問題導致決定完全重組和重新連接德國的鐵路。所謂的Bahnreform（鐵路改革）於1994年1月1日生效，當時的德國聯邦鐵路和德國國營鐵路正式重組，組成了現在的德國鐵路公司（DeutscheBahn）